# Mormonia scortorum
Mormonia scortorum là một loài bướm đêm trong họ Noctuidae.